# Marianne Gesswagner
Marianne Gesswagner (* 26. März 1977 in Ottnang am Hausruck) ist eine österreichische Opernsängerin (Sopran).

## Leben
Gesswagner studierte Sologesang bei Birgit Greiner am Bruckner-Konservatorium in Linz und schloss das Studium mit einem Diplom ab.
Im Jahre 1998 erhielt sie eine Soloverpflichtung für Meisterklasse (Master Class) von Terrence McNally am Linzer Landestheater und in der Spielzeit 2000/01 am Bayerischen Staatsschauspielhaus München, mit dem sie Gastspiele in Shanghai absolvierte. Sie trat bei Liederabenden, Konzerten und Kirchenkonzerten im In- und Ausland auf und erhielt im Jahre 2000 ein Stipendium des Richard-Wagner-Verbandes Linz. In den Jahren 2001 und 2003 setzte sie ihr Studium am Staatskonservatorium „Guido Cantelli“ in Novara fort.
Bereits während des Studiums hatte sie erste Bühnenerfahrungen gesammelt und stand als Lady Billows in der Oper Albert Herring von Benjamin Britten, als Eurydike in Orfeo ed Euridice von Christoph Willibald Gluck und am Theater „Coccia“ in Novara als Eurydike in Orpheus in der Unterwelt von Jacques Offenbach auf der Bühne.
Gastspiele führten sie nach Venedig, Lille, Treviso, Monte-Carlo, Lucca, Pisa, Ravenna und weitere Opernhäuser in Europa. Ihr Rollendebüt als Donna Elvira in Don Giovanni feierte sie unter der Leitung von Gustavo Dudamel in Caracas.

## Repertoire (Auswahl)
- Requiem von Giuseppe Verdi
- Der 42. Psalm von Felix Mendelssohn Bartholdy
- Marcellina in Le nozze di Figaro von Wolfgang Amadeus Mozart
- Berta in Der Barbier von Sevilla von Gioachino Rossini
- Mandane in Artaserse von Leonardo Vinci
- Annie in When She Died von Jonathan Dove
- Fiordiligi in Così fan tutte von Mozart

## Auszeichnungen
- 1996: 1. Preis beim Nationalen Wettbewerb „Prima La Musica“ in Linz
- 1999: 1. Preis beim Nationalen Wettbewerb „dasPODIUM“
- 2001: 1. Preis beim Internationalen Gesangswettbewerb für Operette „Luigia Stramesi“ (Italien)
- 2003: 1. Preis beim Internationalen Gesangswettbewerb für Operette „Luigia Stramesi“ (Italien)
- 2003: 1. Preis beim Internationalen Gesangswettbewerb für Musica da Camera „Nino Carta“ (Italien)
- 2004: Preisträgerin des 34. Internationalen Gesangswettbewerbes „Toti dal Monte“
- 2005: Finalistin und Preisträgerin des Sonderpreises „Karl Böhm“ für die beste Mozart-Interpretation am Internationalen Gesangswettbewerb „Ferruccio Tagliavini“
- 2005: 2. Preis beim Internationalen Belvedere-Gesangswettbewerb für Operette[3]
- 2006: Auszeichnung als „geeignet“ für die Rolle der Marguerite (Faust)